# راي ألين (مدير فني)
راي ألين (بالإنجليزية: Ray Eliot)‏ هو مدير فني أمريكي، ولد في 3 يونيو 1905 في Brighton, Boston ‏ في الولايات المتحدة، وتوفي في 24 فبراير 1980 بسبب نوبة قلبية.

## وصلات خارجية
- راي ألين على موقع إن إن دي بي (الإنجليزية)